# Ormetica pallidinervis
Ormetica pallidinervis är en fjärilsart som beskrevs av Rothschild 1935. Ormetica pallidinervis ingår i släktet Ormetica och familjen björnspinnare. Inga underarter finns listade i Catalogue of Life.